# Fenyvessy Ferenc
Fenyvessy Ferenc (Eger, 1855. szeptember 9. – Veszprém, 1903. június 3.) jogász, újságíró, főispán, politikus.

## Élete
Fenyvessy Ferenc ügyvéd, több megyék táblabírája és Kutriba Mária fia. Elemi és középiskoláit szülővárosában járta, jogi tanulmányokat Bécsben és Budapesten végzett, részt vett az egyetemi s műegyetemi olvasókör megalakításában. A jogi diploma megszerzése után Pápára került, Esterházy Pál gróf Mór és Jenő fiainak jogtanítója lett, akikkel hosszabb utazást tett külföldön. Tagja volt a város képviselőtestületének és törvényhatósági bizottságának. Megválasztották Veszprém vármegye tiszteletbeli ügyészének. 1879–1892 között a „Pápai Lapok”at szerkesztette. 1891-ben több publicistával megalapította a „Magyar Újság” c. politikai napilapot, és azt megszűnéséig szerkesztette. 1898-tól Veszprém vármegye főispánja. 1881-től 1894-ig az ugodi választókerület, a következő négy esztendőben Pápa város országgyűlési képviselője. 1881-ben az országgyűlés egyik korjegyzője és 1882–83-ban a ház rendes jegyzője volt. Tagja és jegyzője volt a képviselőház közoktatási bizottságának, tagja a pénzügyi bizottságnak, a közoktatási tárca előadója, s tagja volt a delegációnak is.
Parlamenti beszédeiben sokat foglalkozott az oktatásügy kérdéseivel. Felfigyelt a kivándorlás veszélyeire, és a megyében rendelettel próbálta szabályozni azt. Mikszáth Kálmán politikai karcolatainak egyik kedvelt figurája.

## Kötetei (válogatás)
- Közéletünk köréből : vegyes cikkek. Pápa, 1881.
- Beszédek és felszólalások ... : az 1881-4. országgyűlésen. Pápa, 1884.
- Fenyvessy Ferencz beszédei az 1884-87-diki országgyűlésen. Budapest, 1887.
- Felső oktatásunk reformja. Az idealis reform. A miniszter tervei. Bpest, 1889. (Ism. Bud. Szemle.)
- Felső oktatásunk reformja. Válasz az Egyetértésnek, Pester Lloydnak, Budapesti Szemlének és a Nemzetnek. Bpest, 1889.
- A görög nyelv tanításának kérdése Magyarországban. Pápa, 1890.
- Széchenyiről és Deákról : ünnepi beszéd. Budapest, 1890.
- Széchenyi emlékezete. Budapest, 1891.
- Fenyvessy Fer. beszédei az 1887-1892. országgyűlésen. Budapest, 1892. (Lenyomat a képviselőház naplójából.)
- Ünnepi beszédek. Budapest, 1898. (Reprint kiadás Pápán 2007-ben)